# Elroy Gelant
Elroy Gelant (né le 25 août 1986) est un athlète sud-africain, spécialiste du fond et du demi-fond.
En 2013 ses meilleurs temps sont de 27 min 41 s 30 sur 10 000 m (Durban le 27 avril) et de 13 min 15 s 87 sur 5 000 m (Heusden-Zolder le 13 juillet), tandis qu'en salle, il a couru en 7 min 48 s 64 à Istanbul le 11 mars 2012.
En 2016 il établit le record national sur 5 000 m en 13 min 4 s 88 à l'occasion du meeting Fanny Blankers-Koen Games de Hengelo.
Il obtient sur la même distance la médaille d'argent aux championnats d'Afrique.

## Palmarès
| Date | Compétition            | Lieu     | Résultat | Épreuve | Performance    |
| ---- | ---------------------- | -------- | -------- | ------- | -------------- |
| 2009 | Universiades           | Belgrade | 3e       | 5 000 m | 14 min 7 s 97  |
| 2016 | Championnats d'Afrique | Durban   | 2e       | 5 000 m | 13 min 15 s 13 |

## Record
| Épreuve       | Performance    | Lieu    | Date             |
| ------------- | -------------- | ------- | ---------------- |
| 5 000 mètres  | 13 min 4 s 88  | Hengelo | 22 mai 2016      |
| 10 000 mètres | 27 min 41 s 30 | Durban  | 27 avril 2013    |
| Semi-marathon | 1 h 0 min 56 s | Riga    | 1er octobre 2023 |
| Marathon      | 2 h 8 min 56 s | Séville | 18 février 2024  |